# Малый Треугольник
Малый Треугольник (лат. Triangulum Minus) — отменённое созвездие северного полушария неба. 

## Описание
Было предложено Яном Гевелием в 1690 году. Располагалось под созвездием Треугольник, который у Гевелия назывался «Большой Треугольник» (лат. Triangulum Majus). Не было принято астрономами и вскоре забыто.
В настоящее время звёзды этого созвездия, показанные на рисунке в Атласе звёздного неба Яна Гевелия входят в созвездие Треугольник, это звёзды 6, 10, 12 Треугольника.